# Huấn luyện viên xuất sắc nhất tháng Giải bóng đá Vô địch Quốc gia Việt Nam
Huấn luyện viên xuất sắc nhất tháng Giải bóng đá Vô địch Quốc gia Việt Nam là một giải thưởng bóng đá được trao cho các huấn luyện viên có thành tích xuất sắc trong mỗi tháng của từng mùa giải Vô địch Quốc gia. Người chiến thắng giải thưởng này được quyết định thông qua sự kết hợp giữa các lá phiếu của đại diện ban tổ chức giải đấu, của các huấn luyện viên trưởng của các đội bóng tại V.League 1 và của chủ tịch Hội đồng Huấn luyện viên Quốc gia. Kể từ mùa giải 2023, giải thưởng Huấn luyện viên xuất sắc nhất tháng được tài trợ bởi tập đoàn Casper Việt Nam.
Giải thưởng được giới thiệu lần đầu vào mùa giải 1999–2000, nằm trong hệ thống các giải thưởng bầu chọn hàng tháng của Liên đoàn bóng đá Việt Nam (cùng với các giải thưởng khác cho thủ môn, hậu vệ, cầu thủ xuất sắc nhất và bàn thắng đẹp nhất tháng) tại hai giải đấu là giải vô địch quốc gia và Cúp Quốc gia. Từ đó đến nay, giải thưởng dành cho huấn luyện viên hay nhất tháng đã được trao trong tất cả các mùa giải, ngoại trừ các mùa 2003, 2005 (không thuộc hệ thống các giải bình chọn) và 2007 (không tổ chức trao các giải thưởng tháng).

## Danh sách đoạt giải
- Dấu † chỉ ra giải thưởng tháng được chia sẻ với huấn luyện viên khác. Với giải thưởng tháng 10 năm 2020, các danh hiệu được xét trao riêng cho từng nhóm đua vô địch và tranh trụ hạng, tức là có hai huấn luyện viên được trao giải thưởng thuộc hai nhóm khác nhau, nên sẽ không tính là đồng nhận giải.
- Trong 3 mùa giải đầu tiên, do giải thưởng cũng được xét chung với giải Cúp Quốc gia, nên chỉ có giải thưởng của những tháng diễn ra trong thời gian giải vô địch quốc gia được tổ chức được đưa vào danh sách này. Danh sách cũng bao gồm các giải thưởng của mùa giải 2021 bị hủy bỏ giữa chừng.

| Tháng       | Năm  | Huấn luyện viên                                   | Quốc tịch                                         | Câu lạc bộ                                        | TK      |
| ----------- | ---- | ------------------------------------------------- | ------------------------------------------------- | ------------------------------------------------- | ------- |
| Tháng 10    | 1999 |                                                   |                                                   |                                                   |         |
| Tháng 11    | 1999 | Nguyễn Thành Vinh                                 | Việt Nam                                          | Sông Lam Nghệ An                                  | [ 4 ]   |
| Tháng 2     | 2000 | Nguyễn Văn Nhã                                    | Việt Nam                                          | Công an Hà Nội                                    | [ 5 ]   |
| Tháng 3     | 2000 | Nguyễn Thành Vinh                                 | Việt Nam                                          | Sông Lam Nghệ An                                  | [ 6 ]   |
| Tháng 4     | 2000 |                                                   |                                                   |                                                   |         |
| Tháng 12    | 2000 | Nguyễn Văn Nhã                                    | Việt Nam                                          | Công an Hà Nội                                    | [ 7 ]   |
| Tháng 3     | 2001 | Nguyễn Thành Vinh                                 | Việt Nam                                          | Sông Lam Nghệ An                                  | [ 8 ]   |
| Tháng 4     | 2001 | Ninh Văn Bảo                                      | Việt Nam                                          | Nam Định                                          | [ 9 ]   |
| Tháng 5     | 2001 | Phạm Huỳnh Tam Lang                               | Việt Nam                                          | Cảng Sài Gòn                                      | [ 10 ]  |
| Tháng 12    | 2001 | Phạm Huỳnh Tam Lang                               | Việt Nam                                          | Cảng Sài Gòn                                      | [ 11 ]  |
| Tháng 1     | 2002 | Ninh Văn Bảo                                      | Việt Nam                                          | Nam Định                                          | [ 12 ]  |
| Tháng 3     | 2002 | Đoàn Phùng                                        | Việt Nam                                          | Thừa Thiên Huế                                    | [ 13 ]  |
| Tháng 4     | 2002 | Ninh Văn Bảo                                      | Việt Nam                                          | Nam Định                                          | [ 14 ]  |
| Tháng 5     | 2002 | Phạm Huỳnh Tam Lang                               | Việt Nam                                          | Cảng Sài Gòn                                      |         |
| Tháng 2     | 2004 | Arjhan Songamsak                                  | Thái Lan                                          | Hoàng Anh Gia Lai                                 | [ 15 ]  |
| Tháng 3     | 2004 | Nguyễn Ngọc Hảo                                   | Việt Nam                                          | Sông Đà Nam Định                                  | [ 15 ]  |
| Tháng 4     | 2004 | Nguyễn Ngọc Hảo                                   | Việt Nam                                          | Sông Đà Nam Định                                  | [ 16 ]  |
| Tháng 5     | 2004 | Phạm Anh Tuấn                                     | Việt Nam                                          | Đồng Tháp                                         | [ 17 ]  |
| Tháng 6     | 2004 | Henrique Calisto                                  | Bồ Đào Nha                                        | Gạch Đồng Tâm Long An                             | [ 18 ]  |
| Tháng 6     | 2004 | Huỳnh Ngọc San†                                   | Việt Nam                                          | Gạch Đồng Tâm Long An                             | [ 18 ]  |
| Tháng 4     | 2006 | Hoàng Văn Phúc                                    | Việt Nam                                          | Hà Nội ACB                                        | [ 19 ]  |
| Tháng 5     | 2006 | Lê Thuỵ Hải                                       | Việt Nam                                          | Bình Dương                                        | [ 20 ]  |
| Tháng 6 & 7 | 2006 | Đặng Trần Chỉnh                                   | Việt Nam                                          | Thép Miền Nam Cảng Sài Gòn                        | [ 21 ]  |
| Tháng 8     | 2006 | Nguyễn Quang Hải                                  | Việt Nam                                          | Pjico Sông Lam Nghệ An                            | [ 22 ]  |
| Tháng 1     | 2008 | Vương Tiến Dũng                                   | Việt Nam                                          | Xi măng Hải Phòng                                 | [ 23 ]  |
| Tháng 2     | 2008 | Nguyễn Văn Thịnh                                  | Việt Nam                                          | TCDK Sông Lam Nghệ An                             | [ 24 ]  |
| Tháng 3     | 2008 | Nguyễn Văn Thịnh                                  | Việt Nam                                          | TCDK Sông Lam Nghệ An                             | [ 25 ]  |
| Tháng 4     | 2008 | Lê Thụy Hải                                       | Việt Nam                                          | Becamex Bình Dương                                | [ 26 ]  |
| Tháng 5     | 2008 | Gyorrgy Galhidi                                   | Hungary                                           | Thể Công                                          |         |
| Tháng 7     | 2008 | Lê Huỳnh Đức                                      | Việt Nam                                          | SHB Đà Nẵng                                       |         |
| Tháng 8     | 2008 | Lê Thụy Hải                                       | Việt Nam                                          | Becamex Bình Dương                                |         |
| Tháng 2     | 2009 | Phạm Công Lộc                                     | Việt Nam                                          | Tập đoàn Cao su Đồng Tháp                         |         |
| Tháng 3     | 2009 | Lê Huỳnh Đức                                      | Việt Nam                                          | SHB Đà Nẵng                                       |         |
| Tháng 4     | 2009 | Lê Huỳnh Đức                                      | Việt Nam                                          | SHB Đà Nẵng                                       |         |
| Tháng 5     | 2009 | Lê Huỳnh Đức                                      | Việt Nam                                          | SHB Đà Nẵng                                       |         |
| Tháng 6     | 2009 | Lê Thuỵ Hải                                       | Việt Nam                                          | Thể Công                                          |         |
| Tháng 7     | 2009 | Vương Tiến Dũng                                   | Việt Nam                                          | Xi măng Hải Phòng                                 |         |
| Tháng 8     | 2009 | Nguyễn Văn Thịnh                                  | Việt Nam                                          | Sông Lam Nghệ An                                  | [ 27 ]  |
| Tháng 1 & 2 | 2010 | Lê Huỳnh Đức                                      | Việt Nam                                          | SHB Đà Nẵng                                       | [ 28 ]  |
| Tháng 3     | 2010 | Lê Huỳnh Đức                                      | Việt Nam                                          | SHB Đà Nẵng                                       | [ 29 ]  |
| Tháng 4     | 2010 | Phan Thanh Hùng                                   | Việt Nam                                          | Hà Nội T&T                                        |         |
| Tháng 5     | 2010 | Phạm Công Lộc                                     | Việt Nam                                          | Tập đoàn Cao su Đồng Tháp                         | [ 30 ]  |
| Tháng 6     | 2010 | Phạm Công Lộc                                     | Việt Nam                                          | Tập đoàn Cao su Đồng Tháp                         | [ 31 ]  |
| Tháng 7     | 2010 | Phan Thanh Hùng                                   | Việt Nam                                          | Hà Nội T&T                                        | [ 32 ]  |
| Tháng 8     | 2010 | Phan Thanh Hùng                                   | Việt Nam                                          | Hà Nội T&T                                        | [ 33 ]  |
| Tháng 2     | 2011 | Hoàng Anh Tuấn                                    | Việt Nam                                          | Khatoco Khánh Hòa                                 | [ 34 ]  |
| Tháng 3     | 2011 | Nguyễn Hữu Thắng                                  | Việt Nam                                          | Sông Lam Nghệ An                                  | [ 35 ]  |
| Tháng 4     | 2011 | Nguyễn Hữu Thắng                                  | Việt Nam                                          | Sông Lam Nghệ An                                  | [ 36 ]  |
| Tháng 5     | 2011 | Nguyễn Hữu Thắng                                  | Việt Nam                                          | Sông Lam Nghệ An                                  | [ 37 ]  |
| Tháng 6     | 2011 | Phan Thanh Hùng                                   | Việt Nam                                          | Hà Nội T&T                                        | [ 38 ]  |
| Tháng 7     | 2011 | Phan Thanh Hùng                                   | Việt Nam                                          | Hà Nội T&T                                        | [ 39 ]  |
| Tháng 8     | 2011 | Nguyễn Văn Sỹ                                     | Việt Nam                                          | Xi măng The Vissai Ninh Bình                      | [ 40 ]  |
| Tháng 1     | 2012 | Lê Huỳnh Đức                                      | Việt Nam                                          | SHB Đà Nẵng                                       | [ 41 ]  |
| Tháng 2     | 2012 | Lư Đình Tuấn                                      | Việt Nam                                          | Sài Gòn                                           | [ 42 ]  |
| Tháng 3     | 2012 | Đặng Trần Chỉnh                                   | Việt Nam                                          | Becamex Bình Dương                                | [ 43 ]  |
| Tháng 4     | 2012 | Phan Thanh Hùng                                   | Việt Nam                                          | Hà Nội T&T                                        | [ 44 ]  |
| Tháng 5     | 2012 | Trần Công Minh                                    | Việt Nam                                          | Tập đoàn Cao su Đồng Tháp                         | [ 45 ]  |
| Tháng 7     | 2012 | Nguyễn Văn Sỹ                                     | Việt Nam                                          | Xi măng The Vissai Ninh Bình                      | [ 46 ]  |
| Tháng 8     | 2012 | Hoàng Anh Tuấn                                    | Việt Nam                                          | Khatoco Khánh Hòa                                 | [ 47 ]  |
| Tháng 3     | 2013 | Nguyễn Hữu Thắng                                  | Việt Nam                                          | Sông Lam Nghệ An                                  | [ 48 ]  |
| Tháng 4     | 2013 | Nguyễn Hữu Thắng                                  | Việt Nam                                          | Sông Lam Nghệ An                                  | [ 49 ]  |
| Tháng 5     | 2013 | Choi Yoon Gyum                                    | Hàn Quốc                                          | Hoàng Anh Gia Lai                                 | [ 50 ]  |
| Tháng 6     | 2013 | Lê Huỳnh Đức                                      | Việt Nam                                          | SHB Đà Nẵng                                       | [ 51 ]  |
| Tháng 7     | 2013 | Nguyễn Hữu Thắng                                  | Việt Nam                                          | Sông Lam Nghệ An                                  | [ 52 ]  |
| Tháng 8     | 2013 | Phan Thanh Hùng                                   | Việt Nam                                          | Hà Nội T&T                                        | [ 53 ]  |
| Tháng 1     | 2014 | Mai Đức Chung                                     | Việt Nam                                          | Thanh Hóa                                         | [ 54 ]  |
| Tháng 2     | 2014 | Mai Đức Chung                                     | Việt Nam                                          | Thanh Hóa                                         | [ 55 ]  |
| Tháng 3     | 2014 | Nguyễn Thanh Sơn                                  | Việt Nam                                          | Becamex Bình Dương                                | [ 56 ]  |
| Tháng 4     | 2014 | Nguyễn Thanh Sơn                                  | Việt Nam                                          | Becamex Bình Dương                                | [ 57 ]  |
| Tháng 5     | 2014 | Phan Thanh Hùng                                   | Việt Nam                                          | Hà Nội T&T                                        | [ 58 ]  |
| Tháng 6     | 2014 | Phan Thanh Hùng                                   | Việt Nam                                          | Hà Nội T&T                                        | [ 59 ]  |
| Tháng 7     | 2014 | Nguyễn Thanh Sơn                                  | Việt Nam                                          | Becamex Bình Dương                                | [ 60 ]  |
| Tháng 1     | 2015 | Trương Việt Hoàng                                 | Việt Nam                                          | Hải Phòng                                         | [ 61 ]  |
| Tháng 4     | 2015 | Ngô Quang Trường                                  | Việt Nam                                          | Sông Lam Nghệ An                                  | [ 62 ]  |
| Tháng 7     | 2015 | Phan Thanh Hùng                                   | Việt Nam                                          | Hà Nội T&T                                        | [ 63 ]  |
| Tháng 8 & 9 | 2015 | Nguyễn Thanh Sơn                                  | Việt Nam                                          | Becamex Bình Dương                                | [ 64 ]  |
| Tháng 2 & 3 | 2016 | Trương Việt Hoàng                                 | Việt Nam                                          | Hải Phòng                                         | [ 65 ]  |
| Tháng 4     | 2016 | Trương Việt Hoàng                                 | Việt Nam                                          | Hải Phòng                                         | [ 66 ]  |
| Tháng 5 & 6 | 2016 | Chu Đình Nghiêm                                   | Việt Nam                                          | Hà Nội T&T                                        | [ 67 ]  |
| Tháng 7     | 2016 | Lê Huỳnh Đức                                      | Việt Nam                                          | SHB Đà Nẵng                                       | [ 68 ]  |
| Tháng 8     | 2016 | Nguyễn Quốc Tuấn                                  | Việt Nam                                          | Hoàng Anh Gia Lai                                 | [ 69 ]  |
| Tháng 9     | 2016 | Chu Đình Nghiêm                                   | Việt Nam                                          | Hà Nội T&T                                        | [ 70 ]  |
| Tháng 1     | 2017 | Ljupko Petrovic                                   | Serbia                                            | FLC Thanh Hóa                                     | [ 71 ]  |
| Tháng 2     | 2017 | Ljupko Petrovic                                   | Serbia                                            | FLC Thanh Hóa                                     |         |
| Tháng 3 & 4 | 2017 | Võ Đình Tân                                       | Việt Nam                                          | Sanna Khánh Hòa                                   |         |
| Tháng 6 & 7 | 2017 | Ljupko Petrovic                                   | Serbia                                            | FLC Thanh Hóa                                     |         |
| Tháng 9     | 2017 | Hoàng Văn Phúc                                    | Việt Nam                                          | Quảng Nam                                         |         |
| Tháng 10    | 2017 | Hoàng Văn Phúc                                    | Việt Nam                                          | Quảng Nam                                         |         |
| Tháng 3     | 2018 | Phan Thanh Hùng                                   | Việt Nam                                          | Than Quảng Ninh                                   | [ 72 ]  |
| Tháng 4     | 2018 | Chu Đình Nghiêm                                   | Việt Nam                                          | Hà Nội                                            | [ 73 ]  |
| Tháng 5     | 2018 | Trần Minh Chiến                                   | Việt Nam                                          | Becamex Bình Dương                                | [ 74 ]  |
| Tháng 6     | 2018 | Nguyễn Đức Thắng                                  | Việt Nam                                          | FLC Thanh Hóa                                     | [ 75 ]  |
| Tháng 7 & 8 | 2018 | Nguyễn Đức Thắng                                  | Việt Nam                                          | Sông Lam Nghệ An                                  | [ 76 ]  |
| Tháng 9     | 2018 | Chu Đình Nghiêm                                   | Việt Nam                                          | Hà Nội                                            | [ 77 ]  |
| Tháng 2 & 3 | 2019 | Chung Hae-seong                                   | Hàn Quốc                                          | Thành phố Hồ Chí Minh                             | [ 78 ]  |
| Tháng 4     | 2019 | Chu Đình Nghiêm                                   | Việt Nam                                          | Hà Nội                                            | [ 79 ]  |
| Tháng 5     | 2019 | Chung Hae-seong                                   | Hàn Quốc                                          | Thành phố Hồ Chí Minh                             | [ 80 ]  |
| Tháng 6     | 2019 | Nguyễn Đức Thắng                                  | Việt Nam                                          | Thanh Hóa                                         | [ 81 ]  |
| Tháng 7     | 2019 | Nguyễn Văn Dũng                                   | Việt Nam                                          | Dược Nam Hà Nam Định                              | [ 82 ]  |
| Tháng 8     | 2019 | Chu Đình Nghiêm                                   | Việt Nam                                          | Hà Nội                                            | [ 83 ]  |
| Tháng 9     | 2019 | (nằm trong kế hoạch bầu chọn nhưng không công bố) | (nằm trong kế hoạch bầu chọn nhưng không công bố) | (nằm trong kế hoạch bầu chọn nhưng không công bố) | [ 84 ]  |
| Tháng 3 & 6 | 2020 | Vũ Tiến Thành                                     | Việt Nam                                          | Sài Gòn                                           | [ 85 ]  |
| Tháng 7 & 9 | 2020 | Vũ Tiến Thành                                     | Việt Nam                                          | Sài Gòn                                           | [ 86 ]  |
| Tháng 10    | 2020 | Trương Việt Hoàng                                 | Việt Nam                                          | Viettel                                           | [ 87 ]  |
| Tháng 10    | 2020 | Ngô Quang Trường                                  | Việt Nam                                          | Sông Lam Nghệ An                                  | [ 87 ]  |
| Tháng 1 & 3 | 2021 | Kiatisuk Senamuang                                | Thái Lan                                          | Hoàng Anh Gia Lai                                 | [ 88 ]  |
| Tháng 4     | 2021 | Kiatisuk Senamuang                                | Thái Lan                                          | Hoàng Anh Gia Lai                                 | [ 89 ]  |
| Tháng 3     | 2022 | Chu Đình Nghiêm                                   | Việt Nam                                          | Hải Phòng                                         | [ 90 ]  |
| Tháng 7     | 2022 | Kiatisuk Senamuang                                | Thái Lan                                          | Hoàng Anh Gia Lai                                 | [ 91 ]  |
| Tháng 8     | 2022 | Chun Jae-ho                                       | Hàn Quốc                                          | Hà Nội                                            | [ 92 ]  |
| Tháng 9     | 2022 | Nguyễn Đức Thắng                                  | Việt Nam                                          | Topenland Bình Định                               | [ 93 ]  |
| Tháng 10    | 2022 | Chu Đình Nghiêm                                   | Việt Nam                                          | Hải Phòng                                         | [ 94 ]  |
| Tháng 2     | 2023 | Nguyễn Đức Thắng                                  | Việt Nam                                          | Topenland Bình Định                               | [ 95 ]  |
| Tháng 4     | 2023 | Velizar Popov                                     | Bulgaria                                          | Đông Á Thanh Hóa                                  | [ 95 ]  |
| Tháng 6     | 2023 | Chu Đình Nghiêm                                   | Việt Nam                                          | Hải Phòng                                         | [ 95 ]  |
| Tháng 8     | 2023 | Thạch Bảo Khanh                                   | Việt Nam                                          | Viettel                                           | [ 95 ]  |
| Tháng 10    | 2023 | Vũ Hồng Việt                                      | Việt Nam                                          | Thép Xanh Nam Định                                | [ 96 ]  |
| Tháng 12    | 2023 | Lê Huỳnh Đức                                      | Việt Nam                                          | Becamex Bình Dương                                | [ 97 ]  |
| Tháng 2     | 2024 | Vũ Hồng Việt                                      | Việt Nam                                          | Thép Xanh Nam Định                                | [ 98 ]  |
| Tháng 4     | 2024 | Chu Đình Nghiêm                                   | Việt Nam                                          | Hải Phòng                                         | [ 99 ]  |
| Tháng 5     | 2024 | Iwamasa Daiki                                     | Nhật Bản                                          | Hà Nội                                            | [ 100 ] |
| Tháng 6     | 2024 | Bùi Đoàn Quang Huy                                | Việt Nam                                          | MerryLand Quy Nhơn Bình Định                      | [ 101 ] |
| Tháng 9     | 2024 | Velizar Popov                                     | Bulgaria                                          | Đông Á Thanh Hóa                                  | [ 102 ] |
| Tháng 1     | 2025 | Vũ Hồng Việt                                      | Việt Nam                                          | Thép Xanh Nam Định                                | [ 103 ] |
| Tháng 3     | 2025 | Chu Đình Nghiêm                                   | Việt Nam                                          | Hải Phòng                                         | [ 104 ] |
| Tháng 4     | 2025 | Teguramori Makoto                                 | Nhật Bản                                          | Hà Nội                                            | [ 105 ] |
| Tháng 5     | 2025 | Vũ Hồng Việt                                      | Việt Nam                                          | Thép Xanh Nam Định                                | [ 106 ] |

## Đoạt giải nhiều lần
Dưới đây là thống kê về các huấn luyện viên đã giành danh hiệu xuất sắc nhất tháng nhiều hơn một lần. Những huấn luyện viên được in đậm vẫn còn hoạt động tại V.League 1.
Tính đến giải thưởng tháng 5 năm 2025
| Hạng | Huấn luyện viên     | Số lần |
| ---- | ------------------- | ------ |
| 1    | Phan Thanh Hùng     | 11     |
| 1    | Chu Đình Nghiêm     | 11     |
| 3    | Lê Huỳnh Đức        | 10     |
| 4    | Nguyễn Hữu Thắng    | 6      |
| 5    | Lê Thụy Hải         | 4      |
| 5    | Nguyễn Đức Thắng    | 4      |
| 5    | Nguyễn Thanh Sơn    | 4      |
| 5    | Trương Việt Hoàng   | 4      |
| 5    | Vũ Hồng Việt        | 4      |
| 10   | Hoàng Văn Phúc      | 3      |
| 10   | Kiatisuk Senamuang  | 3      |
| 10   | Ljupko Petrovic     | 3      |
| 10   | Nguyễn Thành Vinh   | 3      |
| 10   | Nguyễn Văn Thịnh    | 3      |
| 10   | Ninh Văn Bảo        | 3      |
| 10   | Phạm Công Lộc       | 3      |
| 10   | Phạm Huỳnh Tam Lang | 3      |
| 18   | Chung Hae-seong     | 2      |
| 18   | Đặng Trần Chỉnh     | 2      |
| 18   | Hoàng Anh Tuấn      | 2      |
| 18   | Mai Đức Chung       | 2      |
| 18   | Ngô Quang Trường    | 2      |
| 18   | Nguyễn Ngọc Hảo     | 2      |
| 18   | Nguyễn Văn Nhã      | 2      |
| 18   | Nguyễn Văn Sỹ       | 2      |
| 18   | Velizar Popov       | 2      |
| 18   | Vũ Tiến Thành       | 2      |
| 18   | Vương Tiến Dũng     | 2      |

## Thống kê đoạt giải

### Theo quốc tịch
Tính đến giải thưởng tháng 5 năm 2025
| Quốc tịch  | Huấn luyện viên | Số lần |
| ---------- | --------------- | ------ |
| Việt Nam   | 36              | 107    |
| Hàn Quốc   | 3               | 4      |
| Thái Lan   | 2               | 4      |
| Serbia     | 1               | 3      |
| Nhật Bản   | 2               | 2      |
| Bulgaria   | 1               | 2      |
| Bồ Đào Nha | 1               | 1      |
| Hungary    | 1               | 1      |

### Theo câu lạc bộ
Tính đến giải thưởng tháng 5 năm 2025
| Câu lạc bộ                   | Huấn luyện viên | Số lần |
| ---------------------------- | --------------- | ------ |
| Hà Nội                       | 5               | 19     |
| Sông Lam Nghệ An             | 6               | 16     |
| Becamex Bình Dương           | 5               | 10     |
| Nam Định                     | 4               | 10     |
| Hải Phòng                    | 3               | 10     |
| Đông Á Thanh Hóa             | 4               | 9      |
| SHB Đà Nẵng                  | 1               | 9      |
| Hoàng Anh Gia Lai            | 4               | 6      |
| Đồng Tháp                    | 3               | 5      |
| Thể Công/Viettel             | 4               | 4      |
| Cảng Sài Gòn                 | 2               | 4      |
| Bình Định                    | 2               | 3      |
| Khánh Hòa                    | 2               | 3      |
| Long An                      | 2               | 2      |
| Công an Hà Nội               | 1               | 2      |
| Quảng Nam                    | 1               | 2      |
| Sài Gòn                      | 1               | 2      |
| Thành phố Hồ Chí Minh        | 1               | 2      |
| Xi măng The Vissai Ninh Bình | 1               | 2      |
| Hà Nội ACB                   | 1               | 1      |
| Huế                          | 1               | 1      |
| Than Quảng Ninh              | 1               | 1      |
| Xi măng Xuân Thành Sài Gòn   | 1               | 1      |